# Euscelis
Euscelis — род цикадок из отряда Полужесткокрылых.

## Описание
Цикадки размером 3—5 мм. Крепкие, умеренно коренастые, с широкой, закругленно-тупоугольно выступающей головой, переход лица в темя сглаженный. Около 10 видов.  
- Euscelis alsius Ribaut, 1952
- Euscelis ancoripenis Remane, 1967
- Euscelis caucasicus Emeljanov, 1962
- Другие виды